# Carte de Pedro Reinel

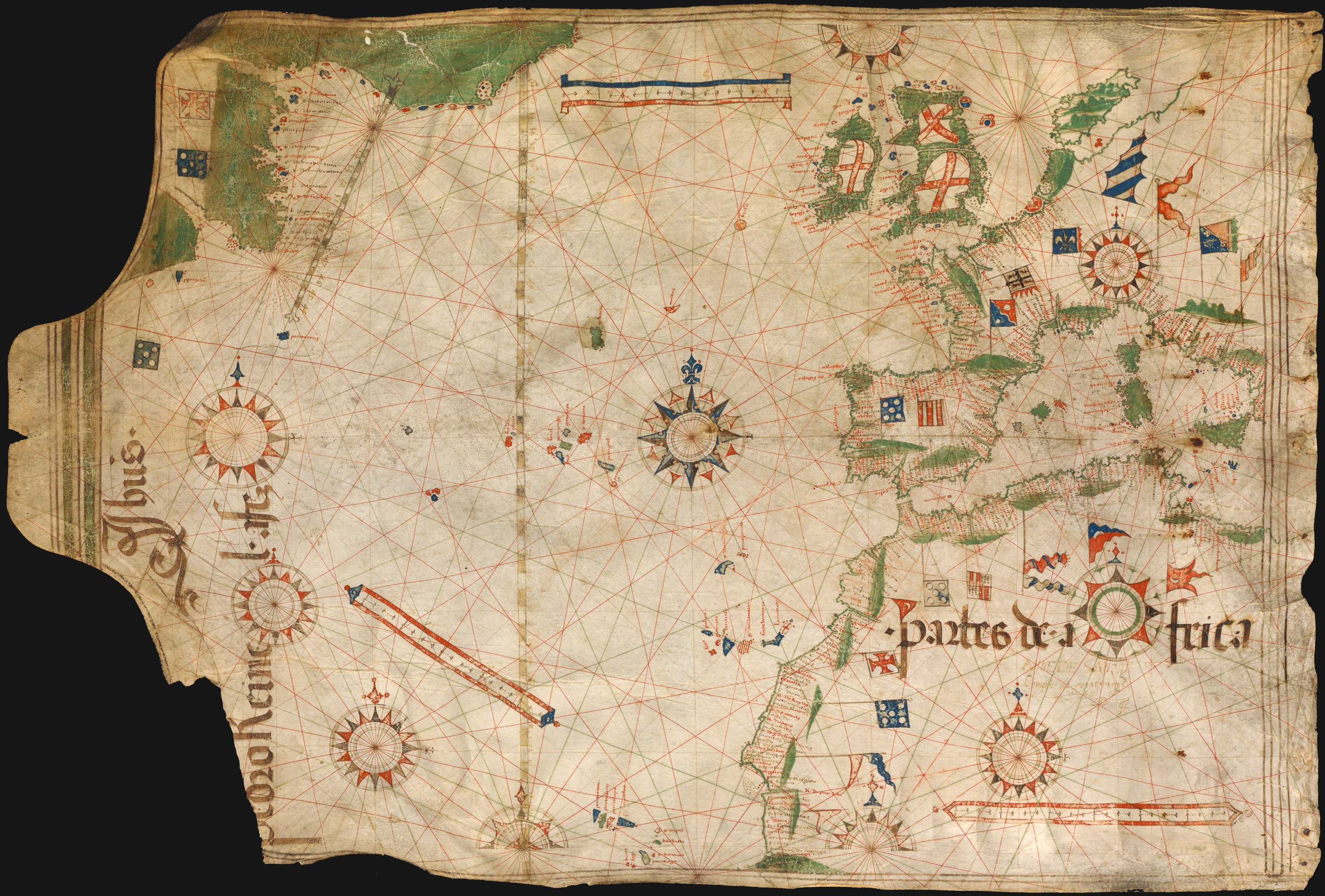
Carte de Pedro Reinel

La carte de Pedro Reinel, également connue sous le nom de Kunstmann I, a été dessinée par le navigateur portugais Pedro Reinel en 1504 ou 1505 ; elle décrit l'ouest de la mer Méditerranée, l'océan Atlantique, et les territoires limitrophes, dont le Nouveau Monde.

## Description
La carte est de type portulan, avec de nombreuses routes loxodromiques. Une grande rose des vents figure au milieu de l'océan Atlantique ; c'est la première à être orientée vers le nord, pratique qui se répand rapidement par la suite. Il s'agit également de la première carte connue avec une échelle de latitude ; en fait elle en comporte deux : une échelle de latitude secondaire, inscrite au large de Terre-Neuve et orientée vers le nord vrai, indique une déclinaison magnétique de 21 degrés ouest.

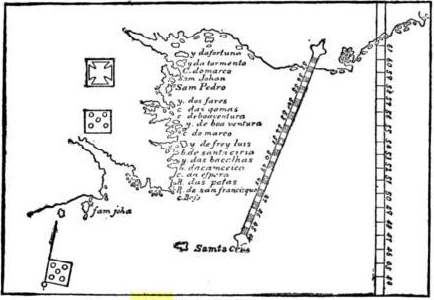
Détail (calque) montrant Terre-Neuve

La carte met en évidence les efforts des navigateurs portugais à reconnaître la côte est de Terre-Neuve.  Le détroit de Belle-Isle au nord de Terre-Neuve et le détroit de Cabot au sud sont nettement indiqués. On y trouve de nombreux noms encore utilisés aujourd’hui : Rio de San Francisque (cap Saint-Francis), C. da Espara (cap Spear), Isla do Bacalhas (île Baccalieu). Le cap Bonavista n'est pas représenté, mais on trouve Sam Johã (Saint John, découverte par Jean Cabot), en face d'un territoire non identifié qui est certainement l'île du Cap-Breton. En utilisant l'échelle de latitude secondaire, les latitudes du cap Spear et de Sam Johã sont données avec une remarquable précision.

## Histoire
La carte fait partie de la collection Kunstmann (Atlas zur Entdeckungsgeschichte Amerikas, Herausgegeben von Friedrich Kunstmann, Karl von Spruner, Georg M. Thomas; Zu den Monumenta Saecularia der K.B. Akademie der Wissenschaften, 28 Maers, 1859, Munchen) à la Bayerische Staatsbibliothek de Munich.

## Sources
- (en) Samuel Edward Dawson, The Saint Lawrence, Its Basin & Border-lands, F. A. Stokes company, 1905, page 57 lire en ligne (Google Books)
- (en) Henry Cruse Murphy, The Voyage of Verrazzano, 1875, pages 61-62 lire en ligne (Google Books)
- (it) Storia della cartografia antica - Parte seconda, lire en ligne